# OK Corral!
Az OK Corral! az angol származású ICE MC 4. és egyben utolsó kimásolt kislemeze a Cinema című albumról. A dal a belga kislemezlista 43. helyéig jutott.

## Megjelenések
7"  Németország ZYX 6359-7
- OK Corral! (Buffalo Mix) - 3:07
- OK Corral! (Buffalo Groove) - 3:14

12"  Spanyolország Metropol Records  MRP-124-MX
- Ok Corral (Buffalo Mix) - 4:50
- Ok Corral (Buffalopella) - 1:25
- Ok Corral (Buffalo Groove) - 3:16
- Ok Corral (Radio Cut) - 3:10

## Külső hivatkozások
- ICE MC az iTunes oldalán[3][4]
- Dalok, klipek a Shazam oldalán[5]